# Arbogne
 (août 2025).
Si vous disposez d'ouvrages ou d'articles de référence ou si vous connaissez des sites web de qualité traitant du thème abordé ici, merci de compléter l'article en donnant les références utiles à sa vérifiabilité et en les liant à la section « Notes et références ».
L'Arbogne est une rivière coulant en Suisse dans les cantons de Fribourg et de Vaud. C'est un affluent de la Broye qui fait partie du bassin-versant du Rhin en étant un affluent de la Thielle, elle-même affluent de l'Aar. 

## Toponyme
Albinna (Xe siècle), puis Albonna (XIIe siècle) : du celtique alb (blanc) et ona (source, rivière).

## Cours
L'Arbogne prend sa source dans la forêt de Farzin à environ 800 mètres d'altitude, à la limite entre les cantons de Vaud et de Fribourg (au sud de la commune de Rossens (Vaud) et au nord-ouest de Lussy). Elle suit son cours vers le nord-est et passe à l'est de Torny-le-Grand puis de Grandsivaz. Dans la commune de Montagny, elle bifurque vers le nord-ouest et passe à Cousset. Elle descend ensuite dans la plaine à Corcelles-près-Payerne où elle bifurque vers le nord-est en direction du lac de Morat. Son cours est ensuite parallèle à celui de la Broye en passant à côté de Dompierre, Domdidier et Avenches. Peu après Avenches, elle rejoint la Broye avant que celle-ci n'entre dans le lac de Morat.

## Correction
En 2001, 2006 et 2007 l'Arbogne a inondé  Corcelles-près-Payerne en raison de la capacité de transit de son lit, trop faible dans le village. Un canal de dérivation est en projet afin de protéger le village des crues. Il doit servir à écouler dans la Broye ce que l'Arbogne ne peut faire passer dans son lit à Corcelles-près-Payerne, lors des crues.

### Sources
- (de) Cet article est partiellement ou en totalité issu de l’article de Wikipédia en allemand intitulé « Arbogne » (voir la liste des auteurs).